# پتروس آدامیان
پتروس هرونیموسی آدامیان (ارمنی: Պետրոս Հերոնիմոսի Ադամեան؛ ۲۱ دسامبر ۱۸۴۹ – ۳ ژوئن ۱۸۹۱) یک هنرپیشه، شاعر و نقاش ارمنی در امپراتوری عثمانی بود.

## زندگی‌نامه
آدامیان در کودکی زمانی که یک و نیم سال داشت مادرش را از دست داد. وی فعالیت هنری خود را از هفده سالگی در نمایشنامه ویلیام فاتح آغاز کرد. پس از اولین دوره کاری خود که به تدریج در گروه‌های تئاتر قسطنطنیه به رسمیت شناخته شد، در سال ۱۸۷۹ به استخدام هیئت تئاتر ارمنی تفلیس درآمد و دوره طلایی کار او پس از آن در قفقاز آغاز شد.

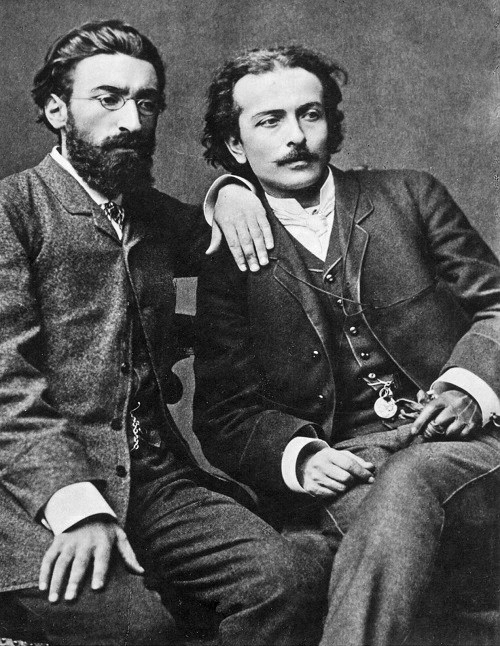
آدامیان با روزنامه‌نگار ارمنی گریگور آرتسرونی

آدامیان نمایشنامه‌های تاریخی و ملودرام‌های فرانسوی را رها کرد تا وارد دنیای شکسپیر شود. از سال ۱۸۷۹ در باکو، شوشی، الکساندروپل و تفلیس اجرا داشت. در دهه ۱۸۸۰، آدامیان یک تور هنری در کشورهای خارجی که به زبان‌های ارمنی و فرانسوی بودند را اجرا کرد. از بهترین ایفای نقش‌های وی در آن دوره می‌توان به شاه لیر، آربنین (ماسکار لرمانتوف)، خلستاکوف (بازنگری گوگول)، میکائیل (یک قربانی دیگر سندوکیان) و غیره اشاره کرد. آدامیان همچنین ترجمه‌هایی از نوشته شکسپیر، ویکتور هوگو، سمیون نادسون و نیکولای نکراسوف انجام و جمع‌آوری کرده‌است.
آدامیان در دو سال آخر عمر خود از سرطان گلو رنج می‌برد. او در بیمارستان سنت نیکلاس روسیه در قسطنطنیه درگذشت. تئاتر درام ارمنی تفلیس به نام آدامیان نامگذاری شده‌است.